# Бэрри, Джеймс
Джеймс Миранда Стюарт Бэрри (англ. James Miranda Steuart Barry, 9 ноября 1795, Белфаст — 25 июля 1865, Лондон) — английский врач и военный хирург, который служил в Южной Африке. В конце карьеры работал генеральным инспектором. Занимался лечением раненых и больных солдат британской армии, а также улучшением жизни коренного населения. Одним из его достижений является первая в Африке операция по кесареву сечению, при которой выжили и мать, и ребенок. Могила находится на кладбище Кенсал Грин.
Доктор Бэрри стал героем документальных фильмов и художественной литературы. В частности, ему был посвящён роман английской писательницы Патрисии Данкер «Джеймс Миранда Барри» (James Miranda Barry, 1999).
Хотя всю взрослую жизнь Бэрри прожил как мужчина, он родился под именем Маргарет Энн Балкли (Margaret Ann Bulkley), и в детстве был известен как женщина. Бэрри всю дальнейшую и публичную, и частную жизни прожил как мужчина для того, чтобы поступить в Эдинбургский университет и начать карьеру хирурга. Биологический пол Бэрри стал известен общественности и его коллегам только после его смерти.

## Карьера
После поступления на службу в армию 6 июля 1813 года, Бэрри был 
назначен на должность санитарного помощника в британской армии, в госпитале в Челси, а затем перешел в Королевский военный госпиталь в Плимуте, где 7 декабря 1815 года получил повышение до помощника хирурга, который приравнен к лейтенанту.
После получения военной подготовки, Бэрри в 1816 году был командирован в Кейптаун, Южная Африка. Лорд Бьюкен дал Бэрри рекомендательное письмо к губернатору, генерал-лейтенанту Чарльзу Генри Сомерсету. После успешного и даже впечатляющего излечения больной дочери лорда Чарльза, Бэрри был принят в семью, и потом поддерживал тесную дружбу с губернатором и стал его личным врачом. В 1822 году Сомерсет назначил Бэрри колониальным медицинским инспектором.

## Тайна Джеймса Бэрри
После смерти Джеймса Бэрри в 1865 году, горничная, обмывавшая его тело, стала утверждать, что Джеймс Бэрри на самом деле женщина. Однако тогда это удалось утаить от общества и личное дело Бэрри было засекречено в архивах министерства обороны.
В 50-х годах XX века историк Изобел Ри (Isobel Rae) в военных архивах наткнулась на документы, свидетельствующие о том, что Джеймс Бэрри на самом деле был женщиной, дочерью зеленщика из Корка и племянницей британского художника Джеймса Барри (1741—1806). Однако других доказательств она не сумела найти. В начале XXI века врач-уролог Майкл дю Приз (Michael du Preez) из Кейптауна, заинтересовавшись историей Джеймса Бэрри, занялся поисками других свидетельств. И ему удалось найти письма Бэрри. Часть этих писем была подписана именем Маргарет Энн Балкли, а часть, собственно, самим Джеймсом Бэрри. Почерковедческая экспертиза сумела установить полную идентичность почерков и стиля написания писем. Эти письма были опубликованы в журнале New Scientist.
При этом, в романе Зои Воскресенской «Девочка в бурном море» (1969) английский доктор рассказывает советской девочке историю Бэрри ещё во время Великой Отечественной войны. В книге фамилия хирурга произносится как Барри.